# Elecciones generales de Granada de 1984
Las elecciones generales de Granada de 1984 tuvieron lugar el 3 de diciembre del mencionado año con el objetivo de elegir a los 15 miembros de la Cámara de Representantes, con base en cuya composición se integró el Senado, configurando el Parlamento de Granada para el período 1985-1990. Se trató de los segundos comicios que realizaban en Granada desde la independencia en 1974, así como las primeras después de la invasión estadounidense de 1983 que derrocó al régimen socialista del Gobierno Popular Revolucionario tras el asesinato de su líder, Maurice Bishop, en un golpe de Estado interno. Fueron también las novenas elecciones desde la instauración del sufragio universal en el país. El país se encontraba bajo una ocupación militar conjunta de los Estados Unidos con otros países de la región, y era administrado por un Consejo Consultivo Provisional encabezado por Nicholas Brathwaite por designación del Gobernador General Paul Scoon. Los comicios se realizaron bajo la constitución prerrevolucionaria de 1974.
El país llegó a las elecciones en el marco de una complicada situación económica, con un elevado desempleo y gran parte de la inversión extranjera paralizada por la incertidumbre política. Eric Gairy, primer ministro derrocado en 1979 y considerado como un autócrata dictatorial, retornó al país y buscó volver al poder bajo la bandera del Partido Laborista Unido de Granada (GULP). Preocupado por una nueva desestabilización del país si Gairy ganaba las elecciones, el gobierno estadounidense convenció a Herbert Blaize, líder del Partido Nacional de Granada (GNP) y antiguo jefe de gobierno, de unificar distintos partidos en una única fuerza de centroderecha, el Nuevo Partido Nacional (NNP). El Movimiento New Jewel, partido único durante el régimen socialista, se había dividido durante la crisis que condujo al asesinato de Bishop y a la posterior invasión. El sector de línea dura participante en el golpe, sin apoyo popular y con varios de sus dirigentes encarcelados, optó por la abstención. Por su parte, un sector leal al líder asesinado fundó el Movimiento Patriótico Maurice Bishop (MBPM) bajo el liderazgo de Kendrick Radix y George Louison y aceptó disputar las elecciones, aunque realizó diversas críticas al proceso.
Beneficiado por el perfil moderado de Blaize frente a opciones polarizantes, así como el respaldo velado de la administración estadounidense, el Nuevo Partido Nacional obtuvo una abrumadora victoria, con el 58,61% del voto popular y 14 de los 15 escaños parlamentarios. El GULP sufrió una dura derrota, pero se mantuvo como segunda fuerza con un 35,88% de los votos y el escaño restante, si bien el propio Gairy no consiguió retornar al Parlamento. Afectado por la polarización entre el NNP y el GULP, así como la falta de recursos y la impopularidad del discurso comunista, el MBPM recibió solo el 4,97% de los votos y no logró conseguir escaños. La participación fue la más alta de la historia electoral granadina, con un 86,19% de los electores registrados emitiendo sufragio. Además del propio Blaize, cuatro primeros ministros posteriores (Ben Jones, George Brizan, Keith Mitchell y Tillman Thomas) fueron elegidos parlamentarios por primera vez en estos comicios, todos como candidatos del NNP.
Si bien las elecciones fueron juzgadas por los observadores electorales presentes como razonablemente libres y justas, existe amplia controversia en torno a la posibilidad de influencia por parte del gobierno estadounidense a favor del NNP, ya fuera por medios logísticos o económicos. Estados Unidos negó cualquier interferencia electoral fuera de garantizar la seguridad interna durante el proceso y Blaize negó haber recibido cualquier respaldo de la administración de Ronald Reagan, aunque existieron reportes de financiamiento al NNP por parte de negocios privados estadounidenses. Análisis posteriores sugieren que el NNP hubiera triunfado de todas formas, en gran medida por la impopularidad de Gairy y la inestable situación económica, percibida como heredada del período revolucionario.
Blaize juró como primer ministro de Granada al día siguiente de los comicios, mientras que el Parlamento celebró su primera reunió el 28 de diciembre de 1984. Las tropas estadounidenses no se retiraron hasta marzo de 1985. Se trató de la primera vez que un país gobernado por un régimen socialista de partido único transicionó exitosamente a una democracia multipartidista.

## Antecedentes

### Revolución de 1979
Las anteriores elecciones generales, realizadas en diciembre de 1976, fueron las primeras desde la independencia de Granada como un Reino de la Mancomunidad de Naciones y dieron la victoria al Partido Laborista Unido de Granada, gobernante desde 1967 y fuerza política del primer ministro Eric Gairy, sobre la coalición opositora Alianza Popular, integrada por el izquierdista Movimiento New Jewel, el conservador Partido Nacional de Granada y el liberal Partido del Pueblo Unido. Maurice Bishop, líder del NJM, no reconoció el resultado, afirmando que se había cometido fraude electoral y denunció la atmósfera intimidatoria creada por la policía secreta de Gairy, la Moongoose Gang. Durante los años siguientes, la conflictividad social en el país continuó aumentando y el régimen de Gairy se fue volviendo cada vez más errático y autoritario. Luego de que circulara el rumor de que la Moongoose Gang pensaba asesinar a los líderes del NJM mientras el primer ministro se encontraba en un visita de estado en los Estados Unidos, el movimiento encabezó un alzamiento armado el 13 de marzo de 1979, que derrocó a Gairy e instauró un «Gobierno Popular Revolucionario» presidido por Bishop. Buscando legitimar al régimen socialista en el exterior, los revolucionarios retuvieron en su cargo al Gobernador General y representante de Isabel II, Paul Scoon.
El período del Gobierno Popular Revolucionario se caracterizó por un amplio despliegue de políticas sociales (sobre todo un considerable desarrollo de la infraestructura sanitara y educativa) y progresos serios en materia de derechos de las mujeres, así como un crecimiento sostenido del PIB y una brusca caída en el desempleo, pero también se saldó con una profunda represión política. Se sofocó a la oposición, no se realizaron elecciones y se produjo una progresiva militarización del país con el respaldo de Cuba y la Unión Soviética. En enero de 1981, el gobierno granadino formó las Fuerzas Armadas Revolucionarias (PRAF), una organización paraguas que incluía al ejército, la milicia, el servicio de policía, el servicio penitenciario, la Guardia Costera y el servicio de bomberos. La fuerza uniformada de Granada superaba en número a la policía y el ejército combinados de todos sus vecinos de las Antillas Menores. En los primeros años de la década de 1980, el gobierno granadino se embarcó también en la construcción de un gran aeropuerto internacional con el apoyo de Cuba, lo que provocó recelos por parte de la administración estadounidense de Ronald Reagan, que acusó al régimen de Bishop de pretender usar el aeropuerto como un punto de escala para aviones soviéticos con destino a Cuba.

### Golpe de Estado e invasión estadounidense
Al mismo tiempo que se aumentaban las tensiones con el gobierno de los Estados Unidos, el año 1983 se caracterizó por una creciente agitación interna en el Movimiento New Jewel. Al ala encabezada por Bishop se opuso la Organización para la Educación Revolucionaria y la Liberación (OREL), facción de línea dura que tenía su fortaleza en el seno de las Fuerzas Armadas y era comandada por el vicepresidente Bernard Coard, siendo el alcance de los vínculos con la Unión Soviética uno de los principales puntos de conflicto. Aunque en teoría el faccionalismo en el partido estaba prohibido, las fricciones se volvieron demasiado evidentes. En octubre de 1983, la OREL emitió un ultimátum exigiendo a Bishop que compartiera el poder con Coard o renunciara. Bishop se negó a ambas cosas y tanto él como los funcionarios gubernamentales que le respondían fueron puestos bajo arresto domiciliario el 14 de octubre, lo que provocó una reacción muy negativa por parte de la población. Bishop intentó retomar el poder con el respaldo de una masiva manifestación popular, lo que motivó un golpe de Estado militar encabezado por Hudson Austin que ejecutó a Bishop y a varios de sus colaboradores el 19 de octubre. El régimen resultante creó un «Consejo Militar Revolucionario» para gobernar el país y declaró un toque de queda absoluto, con órdenes de disparar a matar a todos los que salieran de sus casas.
El régimen militar de Austin duró solo seis días. La administración Reagan lanzó una intervención militar en el país el 25 de octubre, luego de recibir un pedido formal de la Organización de Estados del Caribe Oriental y el consentimiento secreto (más tarde formal) de Scoon, en calidad de Gobernador General. La invasión fue comandada por los Estados Unidos con un respaldo prácticamente simbólico de la Fuerza de Paz del Caribe, constituida básicamente por Barbados y Jamaica. La resistencia granadina y su resplado cubano fueron rápidamente superados y se rindieron. El régimen de Austin fue depuesto y reemplazado por una administración interina encabezada por el propio Scoon, a quien los estadounidenses reconocieron como única autoridad legal de Granada al ser el representante de Isabel II. El 9 de diciembre de 1983, Scoon designó a Nicholas Brathwaite como jefe de gobierno y presidente del Consejo Consultivo Provisional, que ejercería el poder ejecutivo durante el siguiente año hasta que se realizaran elecciones generales. Se trató de la primera vez durante la Guerra Fría que un gobierno comunista institucionalmente arraigado era derrocado con éxito, aunque la invasión (denunciada como una violación flagrante del derecho internacional) recibió una amplia condena internacional.

### Convocatoria y organización
Para 1983, la aprobación popular del Gobierno Popular Revolucionario dependía en gran medida de la popularidad personal de Bishop, así como su imagen pragmática ante muchos granadinos (tradicionalmente recelosos del comunismo), por lo que el respaldo al gobierno socialista colapsó con su caída, y se considera que la invasión contó en gran medida con apoyo popular. Sin embargo, la situación económica y social bajo la ocupación estadounidense y el gobierno interino se degradó rápidamente, con un disparo de la inflación y el desempleo durante los primeros meses posteriores a la caída del GRP. Scoon anunció el 20 de septiembre de 1984 la convocatoria a elecciones generales para el Parlamento bajo la constitución de 1974 y la ley electoral de 1958. En su mensaje Scoon declaró que los comicios servirían para «normalizar la vida democrática» en el país y convocó a la población granadina a «votar a favor de cinco años de paz y firme crecimiento bajo la dirección de un Gobierno constituido por su propio esfuerzo y hombres y mujeres humildes y honestos». También se anunció al invitación a observadores electorales de la OEA, la ONU y la Mancomunidad de Naciones para registrar que los comicios fueran libres y justos.

## Sistema electoral
| Mapa                    | Circunscripción               |
| ----------------------- | ----------------------------- |
|                         | Carriacou y Pequeña Martinica |
| Saint Andrew North East |                               |
| Saint Andrew North West |                               |
| Saint Andrew South East |                               |
| Saint Andrew South West |                               |
| Saint David             |                               |
| Ciudad de Saint George  |                               |
| Saint George North East |                               |
| Saint George North West |                               |
| Saint George South      |                               |
| Saint George South East |                               |
| Saint John              |                               |
| Saint Mark              |                               |
| Saint Patrick East      |                               |
| Saint Patrick West      |                               |

Los comicios se realizaron bajo el texto constitucional sancionado el 19 de diciembre de 1973 (el cual entró en vigor al momento de la independencia, el 7 de febrero de 1974, y que se encontraba en suspenso desde el derrocamiento de Gairy el 13 de marzo de 1979), y la Ley Electoral de 1958. Granada era monarquía constitucional en el marco de la Mancomunidad de Naciones, con Isabel II del Reino Unido como jefa de estado, representada localmente por un Gobernador General y un sistema de gobierno parlamentario basado en el modelo Westminster.
El Parlamento es bicameral, compuesto por la Cámara de Representantes de 15 miembros elegida directamente por un sistema de escrutinio mayoritario uninominal para un mandato máximo de cinco años y un Senado designado con base en la conformación de la Cámara. El líder del partido político que logre una mayoría absoluta o que pueda gozar de la confianza de una mayoría de miembros de la Cámara se convierte en primer ministro y jefe de gobierno, mientras que el líder del partido no gobernante con más escaños ocupa el cargo de líder de la Oposición. El Senado, compuesto por 13 miembros, es designado por el Gobernador General después de las elecciones, basándose en los resultados electorales y en la formación del gobierno. El primer ministro tiene la potestad de recomendar diez nombramientos, tres de los cuales deben corresponder a determinados intereses. Los otros tres senadores son designados por recomendación del líder de la Oposición.
Todos los granadinos mayores de dieciocho años tenían derecho a voto. Para las elecciones de la Cámara de Representantes, el país se encuentra dividido en quince circunscripciones, cada una de las cuales está representada por un miembro del Parlamento. Para presentar una nominación, los candidatos deben presentar el aval de seis electores registrados en la circunscripción que buscan disputar. En caso de que solo un candidato sea nominado en una circunscripción, se le considerará debidamente electo sin oposición y no se realizará votación alguna.

## Partidos y candidaturas
Con la fragmentación y colapso de las fuerzas izquierdistas, así como una profunda división que afectaba a los opositores moderados desde la instauración del régimen socialista, se descontaba que Eric Gairy y el Partido Laborista Unido de Granada, rápidamente reconstituido con su retorno a las islas, gozaban de una ventaja que podía permitirle ganar. Documentos desclasificados de la CIA evidenciaron una preocupación del gobierno estadounidense de que un retorno de Gairy al poder pudiera desestabilizar nuevamente el país y empujarlo a una nueva revolución. A su regreso a Granada, Gairy declaró que no buscaría ser elegido miembro del Parlamento y que sería su última campaña electoral como líder del GULP, pero circularon rumores de que tenía la intención de, ante una eventual victoria, solicitar la renuncia de alguno de sus parlamentarios electos para retornar al legislativo y a la jefatura del gobierno por medio de una elección parcial.
Herbert Blaize, predecesor de Gairy en el cargo de premier de Granada, retornó a la política liderando el Partido Nacional de Granada (GNP), que había ejercido como oposición tradicional al GULP hasta el surgimiento del New Jewel, y se esperaba que retornara con facilidad a su circunscripción electoral en Carriacou y Pequeña Martinica. Sin embargo, el GNP ya no era el único partido de centro y centroderecha operativo en el país. George Brizan, profesor y antiguo funcionario educativo del país de 42 años oriundo de Saint George, fundó el Partido Nacional Democrático (NDP) en enero de 1984, logrando una adhesión considerable por parte de votantes urbanos. Las encuestas públicas organizadas durante la ocupación determinaron que el NDP era por mucho el partido más popular de las formaciones moderadas, aunque se encontrara detrás del GNP en estructura y experiencia. Otro partido destacado fue el Movimiento Democrático de Granada (GDM), fundado  por el abogado Francis Alexis y centrado básicamente en los exiliados por el régimen socialista en Trinidad y Tobago y los Estados Unidos. La gran mayoría de los miembros del GDM eran jóvenes y no habían residido en Granada por mucho tiempo, y el hecho de que muchos estos retornaran a Granada solo después de la invasión estadounidense dificultó sus chances de convertirse en un partido político viable, siendo visto como una fuerza relacionada con la intervención y desconectada de la realidad granadina. El gobierno estadounidense fomentó el establecimiento de una coalición entre estos grupos políticos, buscando asegurar la victoria de una fuerza moderada que encauzara la transición democrática tras la retirada de las tropas extranjeras.
Inicialmente, Blaize descartó a los demás partidos de centro fundados desde el exilio o en el período posterior a la invasión como «un chiste» y rechazó cualquier colaboración con estos. Sin embargo, las investigaciones de la administración estadounidense determinaron que Blaize estaba sobreestimando su propia popularidad, y que la base de apoyo al GNP entre los sectores medios y altos estaba bastante debilitada, concluyendo que tenía pocas posibilidades de ganar las elecciones en solitario. Aunque encontraron a Brizan por mucho más popular y dinámico, se consideraba que su apoyo en la clase rural (que tenía muchas más probabilidades de votar al GULP en una competencia cerrada) era todavía demasiado incipiente para que el NDP se convirtiera en un partido fuerte por sí solo. Finalmente, los pedidos del gobierno estadounidense convencieron a Blaize, Brizan y Alexis de establecer la mencionada coalición, con el nombre de «Nuevo Partido Nacional» (NNP), para disputar los comicios sobre la base de una plataforma demócrata liberal y proestadounidense. La coalición integró en su momento a Winston Whyte, que había cooperado con Blaize y Bishop en la Alianza Popular y había retornado con su Partido Laborista Demócrata Cristiano (CDLP). Sin embargo, Whyte se separó y presentó candidaturas por separado por diferencias en cuanto a la distribución de escaños. El gobierno estadounidense en sus documentos y la prensa internacional describieron al NNP como una alianza electoral, mientras que Blaize (que fue proclamado como líder del partido y candidato a primer ministro), lo describió como un nuevo partido y más tarde se consolidaría como tal (aunque tanto Brizan como Alexis lo abandonarían).
| Circunscripción               | NNP                      | GULP                 | MBPM                | CDLP                | GFLP               | Independiente     |
| ----------------------------- | ------------------------ | -------------------- | ------------------- | ------------------- | ------------------ | ----------------- |
| Carriacou y Pequeña Martinica | Herbert Blaize (GNP)     | Hyacinth F. J. Clyne | Donald S. Charles   |                     |                    | Winston T. Fleary |
| Saint Andrew North East       | McLean Pope (GNP)        | Marcel J. Peters     |                     |                     |                    |                   |
| Saint Andrew North West       | Alleyne Walker (GNP)     | Herbert B. Fletcher  | Neville V. Rennie   |                     |                    |                   |
| Saint Andrew South East       | Pauline C. Andrew (GNP)  | Irvin I. Duncan      | George M. Lewis     | Bert LaTouche       | Fenderson J. Felix |                   |
| Saint Andrew South West       | Ben Jones (GNP)          | Winifred C. Strachan | Carlton A. Bernard  |                     |                    | Cyril Hopkin      |
| Saint David                   | Daniel Williams (GDM)    | Denis J. Radix       | Almando T. Williams |                     |                    |                   |
| Ciudad de Saint George        | George McGuire (GNP)     | Raymond H. Anthony   | Earl Bullen         | Gordon C. Robertson |                    |                   |
| Saint George North East       | George Brizan (NDP)      | Albert O. Forsyth    | Kennitha Thompson   | Dennis Joseph       |                    |                   |
| Saint George North West       | Keith Mitchell (GDM)     | Jimmy L. Lewis       | Dunbar Byam         |                     |                    |                   |
| Saint George South            | Phinsley St. Louis (NDP) | Erleen C. Adams      | Trevor Emmanuel     | Justin F. McBurnie  |                    |                   |
| Saint George South East       | Francis Alexis (GDM)     | Gregory A. Hercules  | Kendrick Radix      |                     |                    |                   |
| Saint John                    | Grace M. Duncan (GNP)    | Edzel Thomas         | Einstein Louison    |                     |                    |                   |
| Saint Mark                    | Félix G. Alexander (GNP) | Mitchell G. James    | George D. Thomas    |                     |                    |                   |
| Saint Patrick East            | Tillman Thomas (NDP)     | Winston E. Frederick | John Cato           | Winston Whyte       |                    |                   |
| Saint Patrick West            | Kenny Lalsingh (NDP)     | Abraham O. Raeburn   | Samuel E. Thomas    |                     |                    |                   |

## Campaña
El Nuevo Partido Nacional lanzó su campaña poco después de la convocatoria electoral. A pesar de las continuas insinuaciones por parte de medios de comunicación y grupos opositores de que el nuevo partido estaba siendo financiado por los Estados Unidos, Blaize realizó una campaña austera, haciendo uso de pocos vehículos y de donaciones de simpatizantes, con el objetivo de despejar las dudas sobre el supuesto respaldo extranjero. El discurso de Blaize se centró en la necesidad de la reconstrucción institucional del país después de décadas de autoritarismo e inestabilidad, así como en enfatizar las dificultades económicas que aquejaban al país en las secuelas de la Revolución. Se comprometió a garantizar la responsabilidad fiscal y la transparencia gubernamental, agitando los recuerdos de la represión durante el gobierno revolucionario y la corrupción desenfrenada bajo el régimen del GULP. Cuando se le preguntó sobre sus oponentes, Blaize descartó a Gairy, afirmando que «no tenía fuerza», y que el GULP era solo «él y un puñado de amigos», y que su eventual victoria conduciría a un nuevo baño de sangre. Se negó a comentar sobre Maurice Bishop y sus seguidores, así como las luchas internas del Movimiento New Jewel, alegando que: «Cuando se ponen de acuerdo, nos oprimen. Cuando no, se matan entre ellos» y manifestó su esperanza de que los granadinos no volvieran a confiar en la extrema izquierda.
Consciente de su mala imagen pública por los eventos que condujeron a su derrocamiento, Gairy encabezó una campaña en gran medida discreta. Sus únicos dos intentos de realizar apariciones públicas en los diez meses previos a la elección resultaron en fracaso cuando fue públicamente apedreado. Después de estos incidentes, optó por realizar una serie de reuniones personales en su propia residencia con grupos de ciudadanos, en su mayoría campesinos (único sector de la población que todavía le respondía), durante los cuales realizaba varias promesas. Los candidatos del GULP realizaron mítines en gran medida por su cuenta, pero la ausencia de Gairy y de un liderazgo alternativo descoordinó la estrategia del partido y lo debilitó. Gairy se comprometió a no volver a ser primer ministro si ganaba las elecciones y ni siquiera fue candidato, afirmando que pensaba olvidar «los agravios» y describiéndose como «un hombre nuevo, con mayor respeto por los valores humanos», declarando que no tenía intenciones de emprender ninguna revancha contra los revolucionarios. Gran parte de su discurso fue considerado poco creíble por muchos ciudadanos, y también por la administración estadounidense.
El Movimiento Patriótico Maurice Bishop, establecido por funcionarios gubernamentales que respaldaron a Bishop durante el golpe interno en su contra, hizo campaña sobre una plataforma comunista ortodoxa y fuertemente nacionalista, exigiendo el inmediato retiro de las tropas extranjeras y exaltando la figura de Bishop y los logros de la Revolución. Su principal líder y vocero fue Kendrick Radix, exministro de Justicia. Su primer mitin en Saint George el 19 de octubre, cuyo objetivo era conmemorar a los caídos durante la masacre que llevó a la muerte de Bishop, logró reunir a unas setecientas personas. Aunque reconoció el respaldo que la administración de los Estados Unidos daba a Blaize, Radix señaló que el gobierno de Ronald Reagan no tendría ningún problema en cooperar con Eric Gairy si ganara las elecciones. También cuestionó la posibilidad de realizar elecciones completamente libres y justas en la situación de Granada, afirmando que el proceso estaba sesgado a favor de los partidos tradicionales y en contra de los candidatos ligados al proceso revolucionario abortado, denunciando una supuesta infiltración de la CIA en las iglesias y los sindicatos. Radix criticó los juicios contra los golpistas implicados en los sucesos de octubre de 1983, sosteniendo que dichos procesos no eran más que una movida estadounidense para desacreditar a la Revolución.

## Resultados

### Nivel general
Las elecciones resultaron en un rotundo triunfo para el Nuevo Partido Nacional (NNP), que logró el 58,61% de los votos válidamente emitidos, imponiéndose en catorce de las quince circunscripciones electorales y logrando, por lo tanto, una mayoría absoluta de 14 escaños y la elección de Herbert Blaize como primer ministro de Granada. Se trató de la victoria más aplastante para un solo partido político en ese momento, un récord que le mismo NNP rompería tres veces más en 1999, 2013 y 2018 al ganar los quince escaños con porcentajes de voto popular mayores. El triunfo más aplastante del NNP fue en Carriacou y Pequeña Martinica, donde Blaize recuperó el escaño que había ocupado antes de la Revolución por un margen de 84,03 %, provocando que sus tres oponentes perdieran sus depósitos electorales. Fuera de Carriacou, el NNP logró amplias victorias en las circunscripciones más cercanas al área urbana de Saint George, con George Brizan obteniendo el segundo mayor triunfo de la jornada con un 72,00 % en Saint George North East. Fuera de esto, la elección reflejó la supervivencia de un electorado bipartidista, y en el resto del país la votación fue ligeramente más competitiva. Su porcentaje más bajo de votos fue en Saint John, donde Grace Duncan obtuvo el 43,55 %, pese a lo cual resultó electa de todas formas en una contienda de tres candidatos.
Por su parte, el Partido Laborista Unido de Granada (GULP), gobernante antes de la Revolución en el marco de un régimen autoritario, sufrió una masiva derrota, obteniendo el 35,88% de los votos (en ese momento el voto popular más bajo de su historia) y logrando imponerse únicamente con un 52,81 % en la circunscripción de Saint Andrew North East, con Marcel Peters como candidato, la única circunscripción en la que solo hubo dos candidatos. Esto implicó que a Peters le correspondería asumir el cargo de líder de la Oposición en la Cámara de Representantes, ante la ausencia de otros opositores electos. Tal y como se esperaba, al GULP le fue mejor en las circunscripciones rurales, fundamentalmente en las regiones centro y norte de la isla principal, donde obtuvo entre el 35 y el 45 % de los votos en la mayoría de las circunscripciones. Su peor resultado fue en Carriacou, que históricamente había sido un bastión de la oposición a Eric Gairy, donde Hyacinth Clyne obtuvo solo el 6,01% y se ubicó en tercer lugar, perdiendo su depósito.
La polarización entre el fuerte aparato político del NNP y la todavía existente base rural del GULP destruyó las expectativas de los terceros partidos, en particular del Movimiento Patriótico Maurice Bishop (MBPM). El partido, considerado heredero de la Revolución de 1979, obtuvo solo el 4,97 % de los votos, ninguno de sus candidatos resultó electo y casi la totalidad obtuvo entre el 3 y el 5 % de los sufragios. Su mejor desempeño fue en Saint John, donde Einstein Louison logró el 13,84 % y fue el único aspirante del partido que retuvo su depósito. Lyle A. Bullen, su candidato en Carriacou, logró ubicarse segundo detrás de Blaize y por encima del GULP, aunque solo con un 7,38 % de los votos. Su desempeño más débil fue en Saint Andrew South East con un 1,12 %. Los otros terceros partidos, así como los candidatos independientes, obtuvieron tan solo un puñado de sufragios y todos perdieron sus depósitos.
Con una participación de 86,19 % del electorado registrado, los comicios consolidaron una serie de liderazgos a nivel local y partidario que persistirían por varias décadas: seis de los siguientes cinco primeros ministros de Granada (el mismo Blaize, Ben Jones, George Brizan, Keith Mitchell y Tillman Thomas), así como un futuro Gobernador General (Daniel Williams) fueron electos miembros del Parlamento en esta elección como candidatos del NNP, aunque solo tres de los catorce parlamentarios electos terminarían la legislatura todavía en el partido.
|  | 27.86 % |

|  | 16.37 % |

|  | 14.38 % |

|  | 58.61 % |

|  | 35.88 % |

|  | 4.97 % |

|  | 0.25 % |

|  | 0.02 % |

|  | 0.25 % |

|  | 98.84 % |

|  | 1.16 % |

|  | 100.00 % |

|  | 86.19 % |

### Resultados por circunscripción
|  | 84.03 % |

|  | 7.38 % |

|  | 6.01 % |

|  | 2.58 % |

|  | 100.00 % |

|  | 81.01 % |

|  | 51.05 % |

|  | 46.52 % |

|  | 1.12 % |

|  | 0.84 % |

|  | 0.47 % |

|  | 100.00 % |

|  | 87.43 % |

|  | 57.76 % |

|  | 35.47 % |

|  | 5.44 % |

|  | 1.32 % |

|  | 100.00 % |

|  | 87.02 % |

|  | 52.81 % |

|  | 47.19 % |

|  | 100.00 % |

|  | 84.27 % |

|  | 55.64 % |

|  | 43.58 % |

|  | 0.78 % |

|  | 100.00 % |

|  | 88.89 % |

|  | 60.47 % |

|  | 37.18 % |

|  | 2.35 % |

|  | 100.00 % |

|  | 88.17 % |

|  | 65.18 % |

|  | 28.24 % |

|  | 5.64 % |

|  | 0.93 % |

|  | 100.00 % |

|  | 80.20 % |

|  | 72.00 % |

|  | 24.16 % |

|  | 2.92 % |

|  | 0.92 % |

|  | 100.00 % |

|  | 84.00 % |

|  | 57.42 % |

|  | 40.07 % |

|  | 2.51 % |

|  | 100.00 % |

|  | 86.36 % |

|  | 66.01 % |

|  | 25.32 % |

|  | 8.68 % |

|  | 100.00 % |

|  | 84.06 % |

|  | 58.81 % |

|  | 36.21 % |

|  | 4.72 % |

|  | 0.25 % |

|  | 100.00 % |

|  | 83.29 % |

|  | 43.55 % |

|  | 42.61 % |

|  | 13.84 % |

|  | 100.00 % |

|  | 84.59 % |

|  | 51.13 % |

|  | 41.23 % |

|  | 7.64 % |

|  | 100.00 % |

|  | 87.24 % |

|  | 51.94 % |

|  | 43.72 % |

|  | 3.67 % |

|  | 0.67 % |

|  | 100.00 % |

|  | 84.87 % |

|  | 57.15 % |

|  | 35.97 % |

|  | 6.88 % |

|  | 100.00 % |

|  | 86.05 % |